# 撥弦楽器
撥弦楽器（はつげんがっき）とは、何らかの方法で弦・絃をはじく（撥）ことによって音を出す楽器（弦楽器）の総称である。共鳴胴を利用して音を増幅させる構造の物が多い。ギターのように抱えて演奏するものや、琴のように置いた状態で演奏するものなどがあり、それぞれが地域によって改良・発展をしているためにバリエーションは多い。広義においては、鍵盤楽器であるチェンバロ等も含まれる。

## 主な撥弦楽器
- アコースティック・ベース
- アーチリュート
- ウード
- ウクレレ
- オートハープ
- カーヌーン
- カヤグム（カヤッゴ、伽耶琴）
- カンテレ
- ギター
- キタラ
- ギタロン
- 月琴
- 古琴
- 古箏
- 箏（こと）
- 竪琴
- コムンゴ（玄琴）
- サズ
- 三線（蛇皮線）
- シタール
- シターン
- 三味線
- セタール
- 大正琴
- タンブール
- チェンバロ
- チャランゴ
- ツィター
- テオルボ
- ドタール（Dutar、Dotaraの2種類がある）
- トプショール（ロシア語版、英語版）
- ドンブラ
- ハープ
- バラライカ
- バルバット（英語版）
- バンジョー
- ビウエラ
- 琵琶
- マンドラ
- マンドーラ
- マンドリン
- マンドローネ
- マンドロンチェロ
- リラ (ライアー)
- リュート

- アノンドロホリ（英語版） - ベンガル語で「喜びの波」の意、インドの楽器でコモク（khamak）とも呼ばれ、ヘビ使いや各種の民謡の伴奏楽器、宗教歌人のバウルが弾き語りに用いる[1]。